# Краснопольская, Ирина Григорьевна
Ири́на Григо́рьевна Краснопо́льская (род. 29 апреля 1932, Нижний Новгород, СССР) — советский и российский журналист, публицист, обозреватель редакции «Российской газеты». Пишет о медицине с конца 1960-х годов. Герой Труда Российской Федерации (2022), заслуженный работник культуры РСФСР (1985).

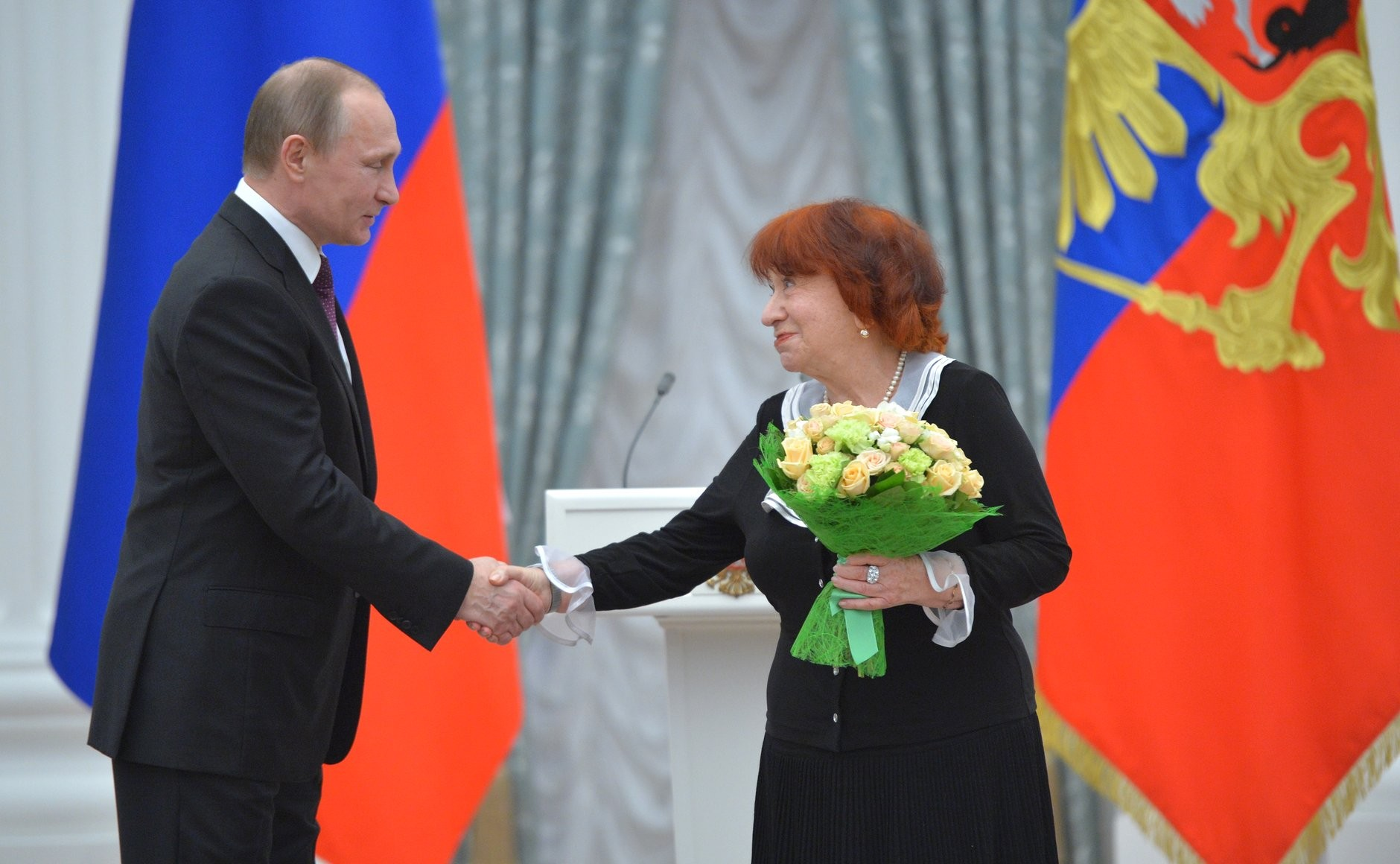
Награждение орденом Дружбы
(10 марта 2016)

## Биография
Будучи корреспондентом «Московской правды», в начале 1970-х годов вместе с корреспондентом «Известий» Ириной Григорьевной Овчинниковой поддержала Эмилию Ивановну Леонгард в её инициативе по обучению глухих детей, обеспечив в прессе кампанию по защите Эмилии Ивановны от травли. Затем, в начале 1990-х годов, приняла значительное участие в судьбе сестёр Кривошляповых. Известна она организацией медицинской помощи и другим людям, к примеру — девочке Даше, больной ревматоидным артритом.
В настоящее время — научный обозреватель «Российской газеты». В 2011 году она стала первым журналистом, которой вручили престижную медицинскую премию имени В. И. Бураковского (выдаваемую, как и премия имени академика А. Н. Бакулева, центром сердечно-сосудистой хирургии имени этого академика при РАМН). Премия была выдана «За большой личный вклад в пропаганду новейших достижений в кардиохирургии и других разделах клинической медицины, активную позицию по формированию здорового образа жизни». А двумя годами раньше, в 2009, организованное руководителем центра Лео Бокерия благотворительное движение «Прикоснись к сердцу ребёнка» вручило Ирине Григорьевне памятный знак «Орден детского сердца».

## Критика
В 2015 году в связи с публикацией статьи Ирины Краснопольской «Швейцария нам указ?» о лечении злокачественных опухолей методами гомеопатии 25 российских медицинских журналистов обратились с открытым письмом к главному редактору «Российской газеты» с просьбой удалить эту статью с сайта газеты. Авторы открытого письма указывают на ряд неточностей, допущенных в статье: «Операция по удалению опухоли преподносится как „калечащая“ и „уродующая“, а гомеопатическое вмешательство оценивается как безопасная и эффективная альтернатива. Поверив ложным заявлениям об эффективности альтернативного метода, больной в каких-то случаях может даже отказаться от средств официальной медицины».
Против этой публикации также высказались член Комиссии по борьбе с лженаукой и фальсификацией научных исследований при Президиуме РАН А. Г. Сергеев, член Комиссии по борьбе с лженаукой РАН Павел Воробьёв, президент Общества специалистов доказательной медицины Василий Власов и другие. Впрочем, статья так и не была удалена с сайта издания.

## Награды
- Герой Труда Российской Федерации (29 апреля 2022 года) — за особые трудовые заслуги перед государством и народом[12]
- Орден Дружбы (2 марта 2016 года) — за достигнутые трудовые успехи и многолетнюю добросовестную работу[13]
- Медаль ордена «За заслуги перед Отечеством» I степени (15 октября 2010 года) — за заслуги в области печати и многолетнюю плодотворную работу[14]
- Медаль ордена «За заслуги перед Отечеством» II степени (14 августа 2004 года) — за многолетнюю плодотворную работу в области культуры, печати и телерадиовещания[15]
- Заслуженный работник культуры РСФСР (1985).

## Комментарии
1. ↑  Алексей Водовозов, Алла Астахова, Наталия Лескова, Надежда Маркина, Анастасия Кузина, Кирилл Седов, Алена Жукова, Галина Лабзина, Анна Баженова, Михаил Алексеев, Наталия Журавлёва, Александра Шевелёва, Ася Казанцева, Дарья Николаева, Анна Шарафанович, Анна Курская, Евгений Паперный, Ольга Шутова, Ирина Власова, Борис Жуков, Марина Аствацатурян, Мария Лядская, Алексей Паевский, Ирина Багликова, Елена Кудрявцева